# 周舉 (弘治進士)
周舉（1465年—1528年），字尚賓，號西庶，山東兗州府沂州郯城縣高册社人，民籍，明朝政治人物。

## 生平
弘治五年（1492年）壬子科山東鄉試第五十名舉人。弘治十五年（1502年）中式壬戌科會試第一百六十五名，二甲第七十三名進士。通政司觀政，十七年冬，钦除南京户部四川清吏司主事，榷税杭州北新关，寻升本部湖广清吏司署员外郎事，累官广西清吏司署郎中，京察，以六年考绩，实授本司郎中。正德九年（1514年）升任怀庆府知府，重修城隍庙，修缮城墙，重修沁河堤，购买韩愈、许衡祀田，恢复先贤祠庙；组织修撰《怀庆府志》。十五年六月考察，以才力不及調用。丁内艰，服阕，嘉靖元年（1522年）秋，調補贵州思南府知府，次年到任。因府城无城墙，老虎到处伤人，周舉修筑砖城以防卫虎患。嘉靖七年（1528年）升雲南按察司副使，尚未赴任便卒于思南府官署。

## 家族
曾祖周成；祖父周鐸；父周衡，母許氏。永感下。弟周文。四子：崇诰、崇徹、崇冕、崇望。孫封滕、封卫、封鲁、封齐、封唐、封晋、封楚、封曹、封吴、封虞。